# Pechino Express (quarta edizione)
La quarta edizione del reality Pechino Express, sottotitolata Il nuovo mondo, è andata in onda in prima serata su Rai 2 dal 7 settembre fino al 2 novembre 2015 per 10 puntate, con la conduzione di Costantino della Gherardesca, sostituito temporaneamente da Giancarlo Magalli nella seconda parte della seconda puntata, e la regia di Federico Albanese e Angelo Poli.
La coppia vincitrice di questa edizione è la coppia degli Antipodi, formata dal personal trainer Roberto Bertolini e dal blogger Antonio Andrea Pinna.

## Concorrenti
| Coppia             | Componenti                               | Classifica | Stato                |
| ------------------ | ---------------------------------------- | ---------- | -------------------- |
| Gli antipodi       | Roberto Bertolini e Antonio Andrea Pinna | 1ª         | Vincitori            |
| Gli espatriati     | Christian Kang Bachini e Son Pascal      | 2ª         | Secondi classificati |
| Le persiane        | Giulia Salemi e Fariba Tehrani           | 3ª         | Eliminate            |
| Le professoresse   | Laura Forgia ed Eleonora Cortini         | 4ª         | Eliminate            |
| Gli artisti        | Paola Barale e Piero Filoni              | 5ª         | Eliminati            |
| Fratello e sorella | Naike Rivelli e Andrea Fachinetti        | 6°         | Ritirati             |
| Gli stellati       | Philippe Léveillé e Ciccio Sultano       | 7ª         | Eliminati            |
| Gli artisti        | Paola Barale e Luca Tommassini           | 8°         | Ritirati             |
| I compagni         | Shalpy e Roberto Blasi                   | 9ª         | Eliminati            |
| Gli illuminati     | Yari Carrisi e Pico Rama                 | 10ª        | Eliminati            |

## Ospiti
| Ospite            | Ruolo |
| ----------------- | --- |
| Giancarlo Magalli | Passeggero misterioso e sostituto conduttore della 2ª tappa                                                 |
| Eva Grimaldi      | Passeggero misterioso della 6ª tappa                                                                        |
| Luigi Mastrangelo | Passeggero misterioso della 8ª tappa                                                                        |
| Ivana Spagna      | Intervento in un video messaggio destinato agli Antipodi, in quanto cantante preferita di Roberto Bertolini |

## Tappe
| Puntata | Paese        | Partenza                          | Intermedio                        | Arrivo                                   | Lunghezza                 |
| ------- | ------------ | --------------------------------- | --------------------------------- | ---------------------------------------- | ------------------------- |
| 1       | Ecuador      | Quito (Plaza San Francisco)       | Vulcano Pichincha                 | San José de Aguarico                     | 230 km                    |
| 2       | Ecuador      | Rumicucho (Rovine Inca)           | Zumbahua (Villaggio)              | Baños (Basilica De La Agua Santa)        | 380 km                    |
| 3       | Ecuador      | Baños (Basilica De La Agua Santa) | Urbina (Stazione ferroviaria)     | Cuenca (Cattedrale)                      | 350 km                    |
| 4       | Ecuador      | Cuenca (Plaza San Sebastián)      | Machala (Porto)                   | Salinas                                  | 510 km                    |
| T       | Ecuador Perù | Salinas - Lima                    | Salinas - Lima                    | Salinas - Lima                           | 1000 km (in linea d'aria) |
| 5       | Perù         | Lima (Plaza de Armas)             | Lunahuana (Rovine Inca)           | Oasi di Huacachina                       | 400 km                    |
| 6       | Perù         | Oasi di Huacachina                | Nasca (Torre di avvistamento)     | Puquio (Plaza de Armas)                  | 320 km                    |
| 7       | Perù         | Abancay (Plaza de Armas)          | Ollantaytambo (622 de Pata Calle) | Cuzco (Plaza de Armas)                   | 300 km                    |
| 8       | Perù         | Cuzco (Plaza de Armas)            | Abra la Raya                      | Puno (Mirador del Condor)                | 410 km                    |
| T       | Perù Brasile | Puno - San Paolo                  | Puno - San Paolo                  | Puno - San Paolo                         | 2500 km (in linea d'aria) |
| 9       | Brasile      | San Paolo (Edificio Martinelli)   | Nossa Senhora dos Remédios        | Paraty (Cappella di Nossa Senhora Dores) | 330 km                    |
| 10      | Brasile      | Paraty (Praia do Pontal)          | Rio de Janeiro (Ipanema Beach)    | Rio de Janeiro (Stadio Maracanã)         | 300 km                    |
| Totale  | Totale       | Totale                            | Totale                            | Totale                                   | 7000 km                   |

## Tabella delle eliminazioni
LEGENDA
- Vincitori di Pechino Express
- Vincitori della prova immunità/prova vantaggio
- Vincitori di tappa
- A rischio eliminazione (ultimi e penultimi)
- La coppia si salva perché nella busta nera c'è scritto che la tappa non è eliminatoria
- La coppia arriva ultima al traguardo e viene eliminata direttamente
- Coppia arrivata al traguardo con la Bandiera Nera (retrocede di una posizione)
- La coppia si ritira
- N.C. La coppia non porta a termine la tappa

| Coppie                                   | 1ª puntata Ecuador | 2ª puntata Ecuador | 3ª puntata Ecuador | 4ª puntata Ecuador     | 4ª puntata Ecuador     | 5ª puntata Perù        | 6ª puntata Perù        | 7ª puntata Perù        | 7ª puntata Perù        | 8ª puntata Perù        | 8ª puntata Perù        | 9ª puntata Brasile     | 9ª puntata Brasile     | 10ª puntata Brasile    | 10ª puntata Brasile     | 10ª puntata Brasile     | 10ª puntata Brasile     |
| ---------------------------------------- | ------------------ | ------------------ | ------------------ | ---------------------- | ---------------------- | ---------------------- | ---------------------- | ---------------------- | ---------------------- | ---------------------- | ---------------------- | ---------------------- | ---------------------- | ---------------------- | ----------------------- | ----------------------- | ----------------------- |
| Roberto Bertolini e Antonio Andrea Pinna | 1ª                 | 1ª                 | 3ª                 | 4ª                     | 4ª                     | 2ª                     | 2ª                     | 2ª                     | 2ª                     | 1ª                     | 1ª                     | 2ª                     | 2ª                     | 2ª                     | 2ª                      | Vantaggio               | 1ª                      |
| Christian Kang Bachini e Son Pascal      | Immunità           | 6ª                 | Immunità           | Immunità               | Immunità               | 1ª                     | Immunità               | 1ª                     | 1ª                     | 2ª                     | 2ª                     | Vantaggio              | 1ª                     | Immunità               | 1ª                      | 2ª                      | 2ª                      |
| Giulia Salemi e Fariba Mohammad Tehrani  | 5ª                 | 4ª → 5ª            | 2ª                 | 1ª → 2ª                | 1ª → 2ª                | Immunità               | 4ª                     | Immunità               | Immunità               | Vantaggio              | 4ª → 3ª                | 3ª                     | 3ª                     | 1ª                     | 3ª                      | Eliminate (10ª puntata) | Eliminate (10ª puntata) |
| Laura Forgia e Eleonora Cortini          | 7ª                 | 3ª                 | 7ª                 | 5ª                     | 5ª                     | 4ª                     | 3ª                     | 3ª                     | 3ª                     | 5ª                     | 5ª                     | 4ª                     | 4ª                     | 3ª                     | Eliminate (10ª puntata) | Eliminate (10ª puntata) | Eliminate (10ª puntata) |
| Paola Barale e Piero Filoni              | Non in gara        | Non in gara        | Non in gara        | Non in gara            | Non in gara            | 6ª                     | 1ª                     | Bandiera nera          | 4ª                     | 3ª → 4ª                | 3ª → 4ª                | Eliminati (8ª puntata) | Eliminati (8ª puntata) | Eliminati (8ª puntata) | Eliminati (8ª puntata)  | Eliminati (8ª puntata)  | Eliminati (8ª puntata)  |
| Naike Rivelli e Andrea Fachinetti        | 2ª                 | Immunità           | 1ª                 | Vantaggio              | 2ª → 1ª                | 5ª                     | 5ª                     | N.C.                   | N.C.                   | Ritirati (7ª puntata)  | Ritirati (7ª puntata)  | Ritirati (7ª puntata)  | Ritirati (7ª puntata)  | Ritirati (7ª puntata)  | Ritirati (7ª puntata)   | Ritirati (7ª puntata)   | Ritirati (7ª puntata)   |
| Philippe Léveillé e Ciccio Sultano       | Non in gara        | Non in gara        | Non in gara        | 3ª                     | 3ª                     | 3ª                     | 6ª                     | Eliminati (6ª puntata) | Eliminati (6ª puntata) | Eliminati (6ª puntata) | Eliminati (6ª puntata) | Eliminati (6ª puntata) | Eliminati (6ª puntata) | Eliminati (6ª puntata) | Eliminati (6ª puntata)  | Eliminati (6ª puntata)  | Eliminati (6ª puntata)  |
| Paola Barale e Luca Tommassini           | 4ª                 | 2ª                 | 4ª                 | 7ª                     | 7ª                     | Ritirati (4ª puntata)  | Ritirati (4ª puntata)  | Ritirati (4ª puntata)  | Ritirati (4ª puntata)  | Ritirati (4ª puntata)  | Ritirati (4ª puntata)  | Ritirati (4ª puntata)  | Ritirati (4ª puntata)  | Ritirati (4ª puntata)  | Ritirati (4ª puntata)   | Ritirati (4ª puntata)   | Ritirati (4ª puntata)   |
| Shalpy e Roberto Blasi                   | 6ª                 | 5ª → 4ª            | 5ª                 | 6ª                     | 6ª                     | Eliminati (4ª puntata) | Eliminati (4ª puntata) | Eliminati (4ª puntata) | Eliminati (4ª puntata) | Eliminati (4ª puntata) | Eliminati (4ª puntata) | Eliminati (4ª puntata) | Eliminati (4ª puntata) | Eliminati (4ª puntata) | Eliminati (4ª puntata)  | Eliminati (4ª puntata)  | Eliminati (4ª puntata)  |
| Yari Carrisi e Pico Rama                 | 3ª                 | 7ª                 | 6ª                 | Eliminati (3ª puntata) | Eliminati (3ª puntata) | Eliminati (3ª puntata) | Eliminati (3ª puntata) | Eliminati (3ª puntata) | Eliminati (3ª puntata) | Eliminati (3ª puntata) | Eliminati (3ª puntata) | Eliminati (3ª puntata) | Eliminati (3ª puntata) | Eliminati (3ª puntata) | Eliminati (3ª puntata)  | Eliminati (3ª puntata)  | Eliminati (3ª puntata)  |

## Prova immunità/vantaggio
In quest'edizione non in tutte le puntate è prevista la prova immunità, ed in luogo di questa viene istituito il Traguardo Immunità, che concede l'immunità dall'eliminazione ai primi che lo raggiungono.
- Coppia vincitrice dell'immunità/del vantaggio

| Puntata | Tappa                      | 1ª coppia                                 | 2ª coppia                     | 3ª coppia                                      | 4ª coppia      | Tipo di vantaggio/bonus                                                                                             |
| ------- | -------------------------- | ----------------------------------------- | ----------------------------- | ---------------------------------------------- | -------------- | --- |
| 1       | Vulcano Pichincha          | Gli espatriati                            | -                             | -                                              | -              | Immunità dall'eliminazione, escursione nella foresta amazzonica e pernottamento in un resort                        |
| 2       | Lago Quilotoa              | Le professoresse                          | Fratello e Sorella            | Le persiane                                    | Gli illuminati | Immunità dall'eliminazione e pernottamento in un albergo di lusso                                                   |
| 3       | Riobamba                   | Gli espatriati                            | Gli artisti                   | -                                              | -              | Immunità dall'eliminazione, visita alla Nariz del Diablo a bordo di un treno e pernottamento in un albergo di lusso |
| 4       | Machala                    | Le persiane                               | Le professoresse              | Fratello e Sorella                             | -              | Risalita di una posizione nella classifica finale                                                                   |
| 5       | Lunahuana                  | Gli espatriati                            | Le persiane                   | -                                              | -              | Immunità dall'eliminazione, visita alla riserva naturale di Paracas e pernottamento in un albergo di lusso          |
| 6       | Nazca                      | Gli espatriati                            | Gli antipodi                  | Gli stellati                                   | -              | Immunità dall'eliminazione, visita in aereo alle famose Linee di Nazca e pernottamento in un albergo di lusso       |
| 7       | Ollantaytambo              | Le persiane                               | -                             | -                                              | -              | Immunità dall'eliminazione, visita al Machu Picchu e pernottamento in un resort                                     |
| 8       | Abra la Raya               | Le professoresse                          | Le persiane                   | -                                              | -              | Risalita di una posizione nella classifica finale                                                                   |
| 9       | Nossa Senhora dos Remédios | Cristian Kang Bachini / Roberto Bertolini | Eleonora Cortini / Son Pascal | Antonio Andrea Pinna / Fariba Mohammad Tehrani | -              | Risalita di una posizione nella classifica finale                                                                   |
| 10      | Ipanema Beach              | Gli espatriati                            | Gli antipodi                  | -                                              | -              | Partire 5 minuti prima rispetto agli avversari che hanno perso la prova                                             |

## Handicap
Anche in questo caso non sono presenti handicap in tutte le puntate. Oltre ai consueti handicap dati al traguardo intermedio, in alcune puntate vi sono degli handicap iniziali (come portarsi appresso un Passeggero Misterioso durante la gara) per le coppie salvate durante la puntata precedente dalla Busta Nera.
| Puntata | Handicap iniziale | Coppia/e                                          | Handicap intermedio                                                                                 | Coppia/e                                                |
| ------- | --- | ------------------------------------------------- | --------------------------------------------------------------------------------------------------- | ------------------------------------------------------- |
| 1       | - | -                                                 | Portare la predicatrice Hermana Maria fino al traguardo finale                                      | I compagni                                              |
| 2       | Portare un Passeggero Misterioso, Giancarlo Magalli, dall'inizio della tappa fino al traguardo intermedio                                                                    | I compagni                                        | Portare Costantino della Gherardesca* fino al traguardo finale                                      | Gli artisti                                             |
| 3       | Portare i passeggeri Ciccio e Philippe fino al traguardo finale (fino al traguardo intermedio se la coppia che accompagna il viaggiatore misterioso vince la prova immunità) | Gli espatriati (Ciccio) Gli illuminati (Philippe) | Portare i passeggeri Ciccio e Philippe fino al traguardo finale                                     | Fratello e Sorella (Ciccio)** Gli illuminati (Philippe) |
| 4       | - | -                                                 | -                                                                                                   | -                                                       |
| 5       | - | -                                                 | Viaggiare divisi in gruppi da tre fino ad un luogo contrassegnato dalla bandiera di Pechino Express | Tutte eccetto i vincitori della prova                   |
| 6       | Portare un Passeggero Misterioso, Eva Grimaldi, dall'inizio della tappa fino al traguardo intermedio                                                                         | Fratello e Sorella                                | Portare Eva Grimaldi fino al traguardo finale                                                       | Gli stellati                                            |
| 7       | Consegna della Bandiera Nera | Le professoresse                                  | Portare fino al traguardo la Bandiera Nera                                                          | Gli artisti                                             |
| 8       | Portare un Passeggero Misterioso, Luigi Mastrangelo, dall'inizio della tappa fino al traguardo intermedio                                                                    | Gli artisti                                       | Portare Luigi Mastrangelo fino al traguardo finale                                                  | Gli artisti                                             |
| 9       | - | -                                                 | -                                                                                                   | -                                                       |
| 10      | - | -                                                 | -                                                                                                   | -                                                       |

*Mentre Costantino viaggiava con gli Artisti, la conduzione del programma è passata nelle mani di Magalli fino alla fine della tappa.
**Ciccio è passato nelle mani della coppia Fratello e Sorella perché gli Espatriati, vincitori della prova immunità, hanno deciso di dar loro l'handicap.

## Puntate

### 1ª tappa (Quito → San José de Aguarico)
La prima puntata è andata in onda in prima visione il 7 settembre 2015 nella fascia di prime time su Rai 2.

#### Missioni

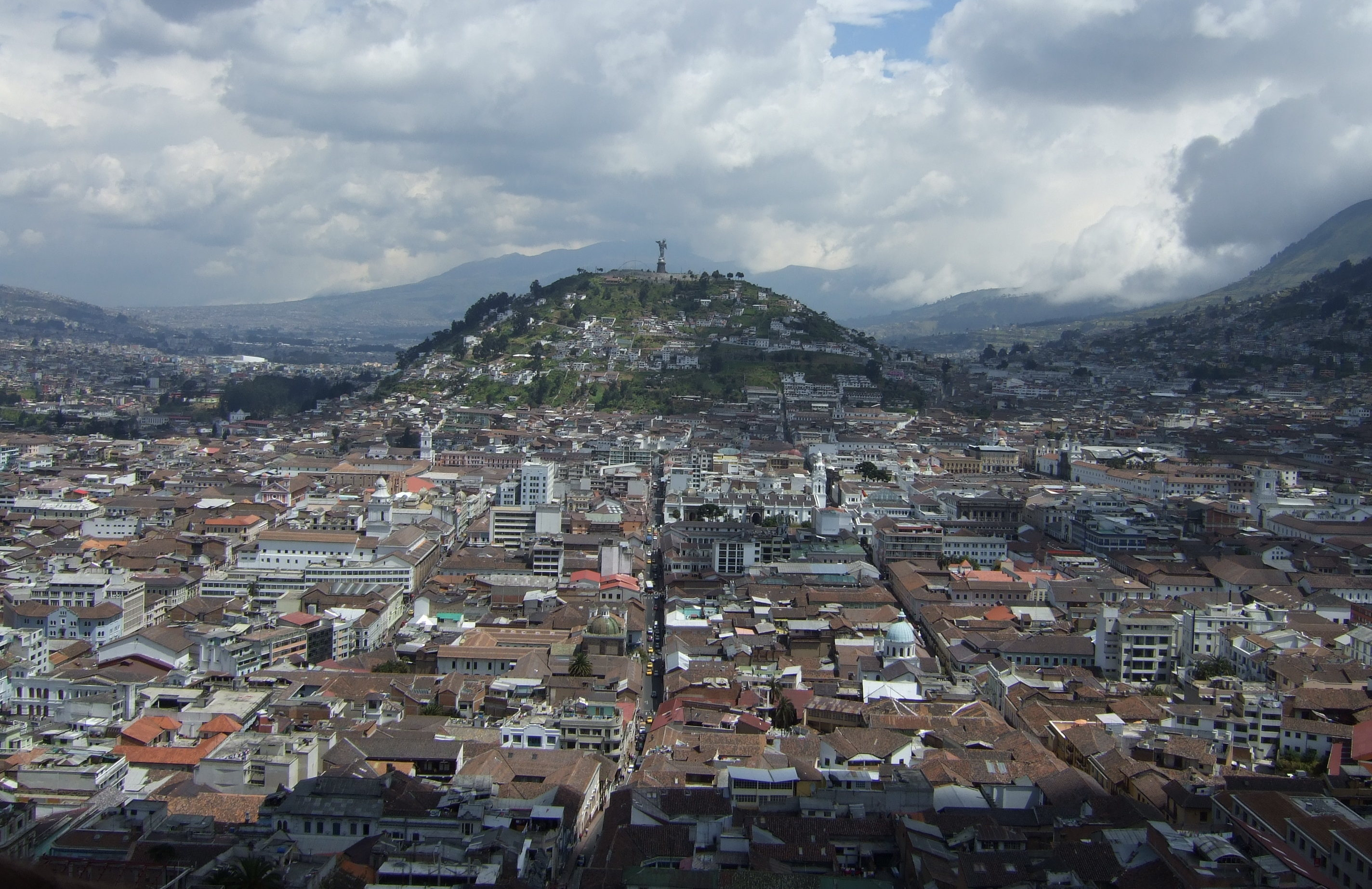
Veduta di Quito, città di partenza della quarta edizione.

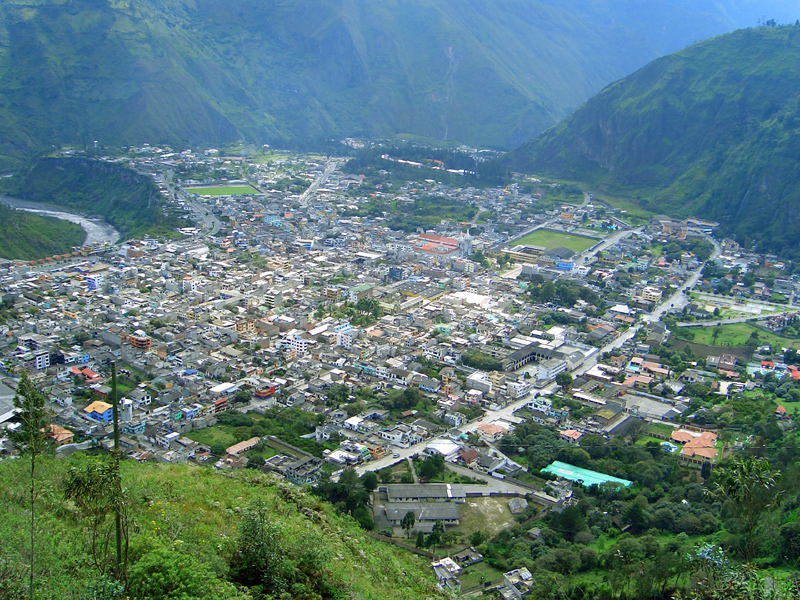
Veduta di Baños, traguardo della seconda tappa.

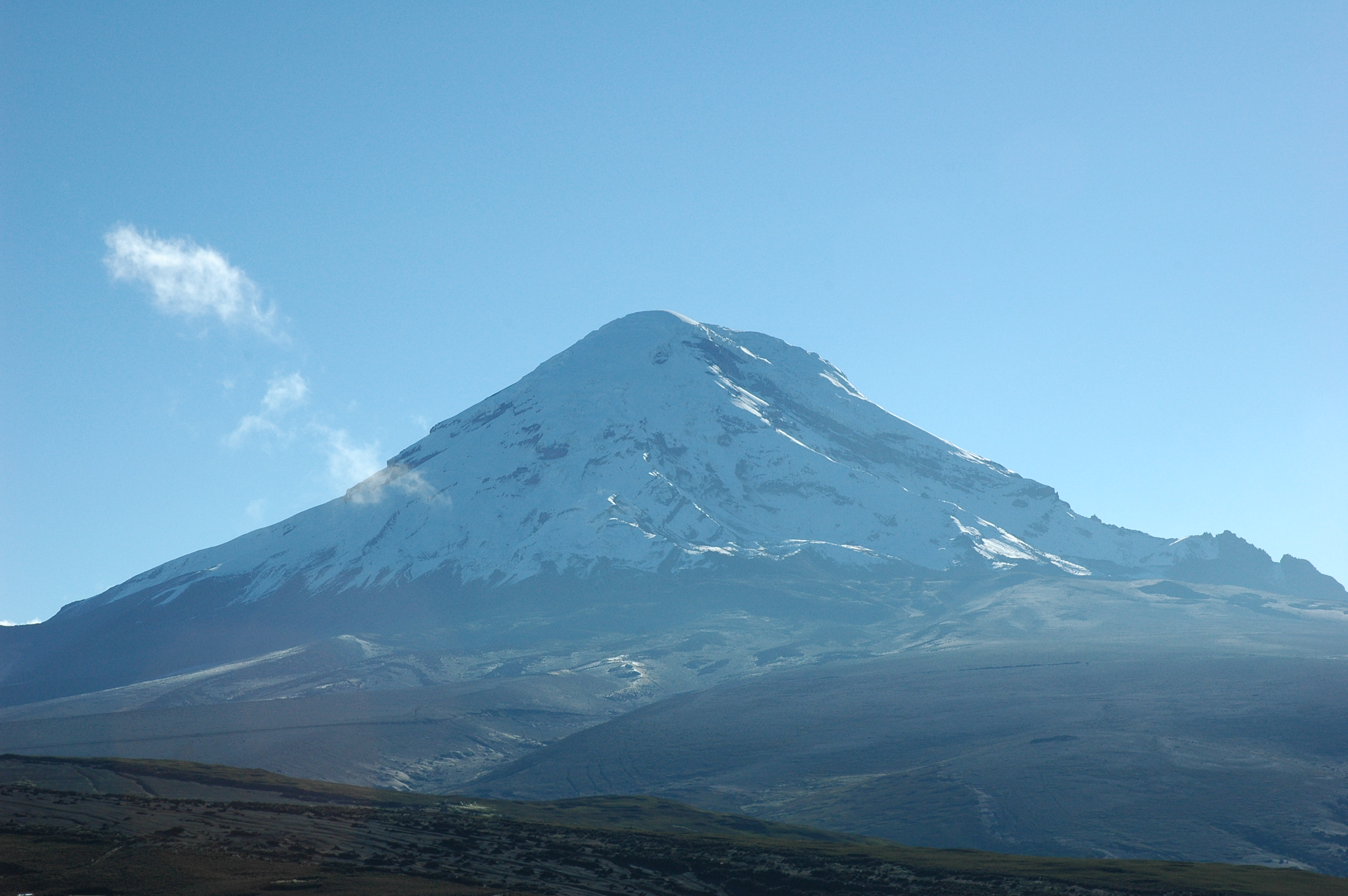
Veduta del vulcano Chimborazo, sede della prima missione.

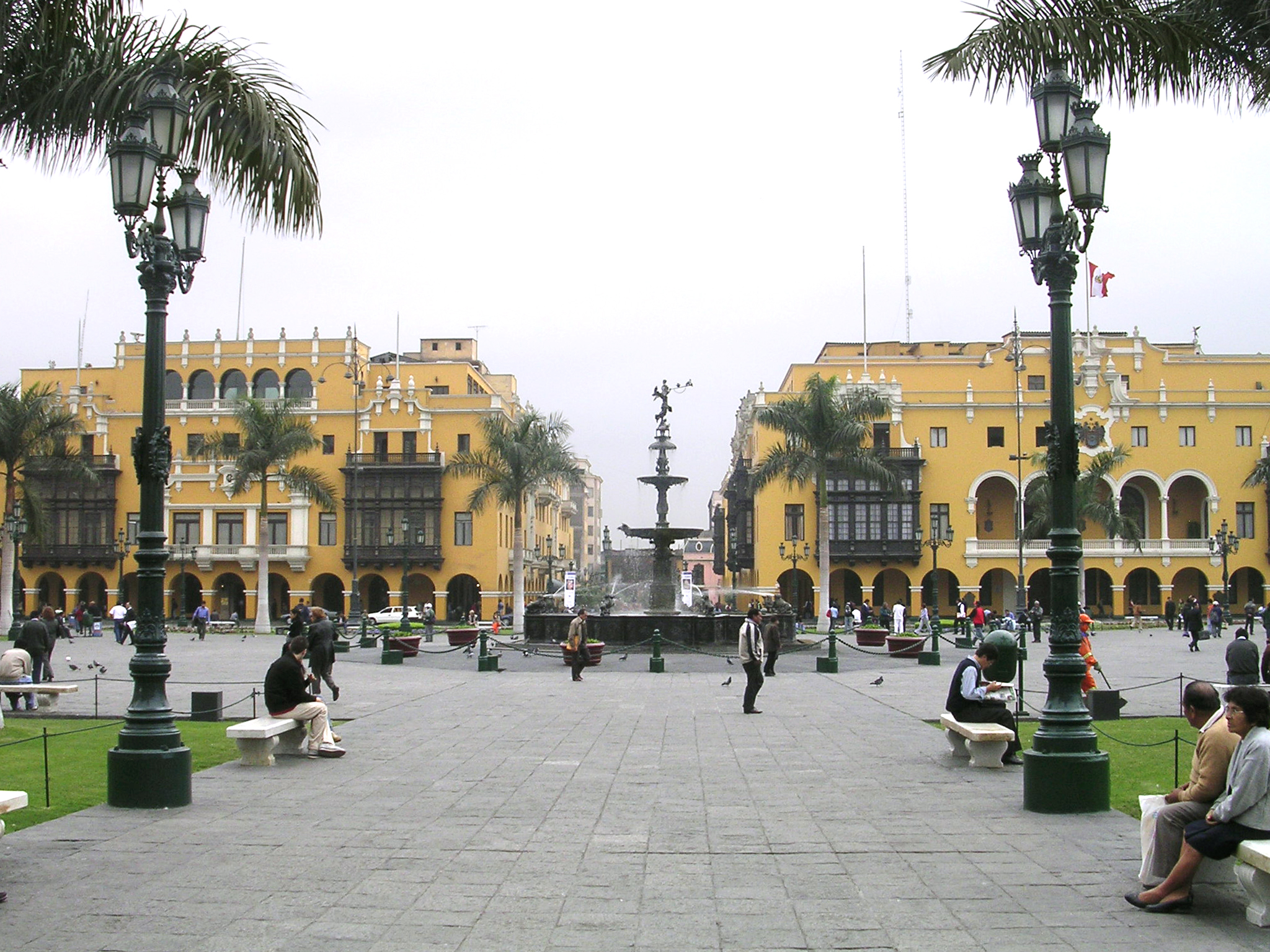
Plaza de Armas a Lima, sede di partenza della quinta tappa.

- Missione iniziale: le coppie, dopo aver saputo da Costantino che il set fotografico a cui hanno partecipato è una messa in scena, devono trovare degli uomini sandwich sparsi per Quito. Gli uomini sandwich indossano dei cartelli che riportano i luoghi dove si trovano gli zaini dei concorrenti; le coppie possono partire alla ricerca di un alloggio per la notte solo dopo aver recuperato gli zaini (posti in luoghi diversi) di entrambi i componenti. Il giorno seguente, la prima coppia a raggiungere Plaza Indipendencia riceve un dollaro di bonus.
- Prima missione: I concorrenti devono cimentarsi in un lavoro molto diffuso a Quito: il lustrascarpe. Un componente della coppia cerca i clienti mentre l'altro lustra le scarpe; solo dopo aver raggiunto un totale di 5 dollari (somma dei soldi guadagnati più il budget di ogni coppia) le coppie possono ripartire per il traguardo della missione successiva.
- Seconda missione: Le coppie devono raggiungere un convento dove vivono alcune suore che comunicano con il mondo esterno solo attraverso una porta girevole. I concorrenti devono consegnare i 5 dollari guadagnati nel corso della precedente prova e ricevono in cambio dalle suore un Gesù Bambino di gesso e la busta con l'indicazione del traguardo della missione seguente.
- Terza missione: le coppie si devono recare al mercato, dove devono farsi regalare un costume per vestire il Gesù Bambino dato loro al convento. Una volta vestito il loro Gesù Bambino ricevono le indicazioni per il traguardo dell'immunità, il vulcano Pichincha; solo la prima coppia a raggiungerlo è immune, l'ultima invece deve portare con sé la predicatrice Hermana Maria (come handicap) fino al termine della tappa.
- Quarta missione: i concorrenti devono raggiungere le cascate di San Rafael dove li attendono delle lavagne con un'espressione da risolvere; i numeri che formano il risultato giusto sono la combinazione di un lucchetto che chiude uno scrigno, dentro il quale ci sono una borraccia precolombiana e un binocolo. Il binocolo serve ai viaggiatori per individuare un cartello appeso sul fianco della montagna con l'indicazione del traguardo finale.
- Quinta missione: sulla strada le coppie trovano una bandiera di Pechino Express; le coppie devono quindi bere la chicha, una specie di latte di yucca, fatta con la polpa del tronco della yucca masticata dalle donne del luogo e mista ad acqua. Solo dopo aver completato questa missione le coppie possono raggiungere il traguardo a San José del Aguarico.

Alla fine della tappa, la coppia che è stata salvata dalla Busta Nera, nella prossima tappa partirà con un handicap che consisterà nel viaggiare con un personaggio misterioso (chiamato Passeggero Misterioso) di nome Giancarlo, rivelatosi all'inizio della seconda puntata Giancarlo Magalli, il quale ha condotto parte della tappa successiva.

#### Bonus
La coppia che è rimasta immune ha vinto come bonus un'escursione nella foresta amazzonica e una visita notturna a caccia di insetti con una guida all'interno della foresta.

### 2ª tappa (Rumicucho → Baños)
La seconda puntata è andata in onda in prima visione il 9 settembre 2015 nella fascia di prime time su Rai 2.

#### Missioni
- Missione iniziale: le coppie, dopo aver conosciuto il viaggiatore misterioso, devono decidere il ruolo di ognuno dei membri: uno fa il "lanciatore", l'altro il "mangiatore". Il lanciatore deve scegliere una coppia avversaria (quella che più odia) e poi lanciare delle puntine su un bersaglio usando una cerbottana. Se fa centro, al mangiatore della coppia colpita viene servita una larva di palma fritta; se non fa centro, la larva viene servita al mangiatore della coppia che ha tirato. Dopo che tutti i lanciatori finiscono di tirare, i mangiatori devono mangiare tutte le larve ottenute per poi partire. Penalità per la coppia più odiata è la perdita di una posizione nella classifica finale.
- Prima missione: i concorrenti devono raggiungere una serra dove vengono coltivate delle rose. Qui ricevono un foglio con le foto e i nomi di otto tipi di rose; i concorrenti devono potare una rosa per tipo e portarle a una signora che lavora nella serra. In caso di errori devono tornare all'interno della serra e recuperare le rose mancanti. Quando terminano, scelgono una coppia avversaria, la più amata, a cui regalare il cesto di rose e ripartono. La coppia più amata e che ha ricevuto più rose si qualifica automaticamente alla prova immunità.
- Seconda missione: per scegliere l'ordine in cui ripartire dal traguardo della prova immunità le coppie devono affrontare una missione: una sfilata di moda con tanto di giuria. Le coppie rimaste ancora in gara devono scegliere una ragazza per farla partecipare al concorso di bellezza "Miss Zumbahua Express". Una volta scelte le ragazze, la giuria stila una classifica che serve a stabilire l'ordine di ripartenza delle coppie.
- Terza missione: i concorrenti devono raggiungere un pasticciere nel suo negozio a Baños e cimentarsi nella produzione delle melcochas, caramelle fatte con un impasto di zucchero di canna che viene arrotolato e allungato attaccandolo ad una specie di uncino sul muro; solo dopo averle confezionate correttamente le coppie possono raggiungere le terme della Basilica de la Agua Santa, traguardo di tappa.

Alla fine della tappa viene annunciato che sia la coppia che è stata salvata dalla Busta Nera che quella che è stata salvata dalla coppia vincitrice di tappa cominceranno la tappa successiva insieme ad un personaggio misterioso, Ciccio e Philippe che alla fine della tappa successiva diventa una nuova coppia di Pechino Express.

#### Prova immunità
La prova prevede un gioco già visto nella seconda tappa della terza edizione di Pechino Express: la guerra di cuscini. Vicino al Lago Quilotoa è stata montata una trave dove i concorrenti devono rimanere in equilibrio a cavalcioni e cercare di far cadere l'avversario colpendolo con un cuscino. La prova prevede sfide dirette: Le Professoresse vs Le Persiane e Gli Illuminati vs Fratello e Sorella. I match vengono vinti al meglio delle tre sfide. Nella prima sfida Giulia Salemi vince contro Eleonora Cortini, mentre Laura Forgia vince contro Fariba Tehrani, quindi c'è il terzo match tra Laura Forgia e Giulia Salemi; Giulia vince e porta le Persiane nel match finale, dove sfideranno la coppia vincente della sfida tra gli Illuminati e Fratello e Sorella. Nella seconda sfida Naike Rivelli e Andrea Facchinetti vincono rispettivamente con Yari Carrisi e Pico Rama. In finale le Persiane sfidano Fratello e Sorella: Naike batte Fariba e Andrea batte Giulia. Fratello e Sorella vincono la prova immunità, ed assegnano come handicap uno scambio di passeggeri: Magalli prende le redini del programma per la seconda parte della tappa mentre Costantino farà compagnia agli Artisti.

#### Bonus
La coppia che ha vinto la prova immunità ha potuto passare la notte in un albergo di lusso e si è qualificata alla tappa successiva.

### 3ª tappa (Baños → Cuenca)
La terza puntata è andata in onda in prima visione il 14 settembre 2015 nella fascia in prima serata su Rai 2.

#### Missioni
- Missione iniziale: le coppie devono far finta di evacuare gli abitanti da un'ipotetica eruzione del vulcano Chimborazo: dopo aver conosciuto l'identità dei passeggeri misteriosi, le coppie hanno dovuto trovare una persona, soltanto grazie all'aiuto di una specie di carta d'identità consegnata loro da Costantino riportante nome, cognome, età e professione della persona da trovare; una volta trovata, la persona darà ai concorrenti un oggetto personale che salverebbe durante l'evacuazione da un'eruzione e raggiungerà insieme a loro il ponte di San Francisco dove Costantino consegnerà alle coppie la busta con le indicazioni del prossimo traguardo.
- Prima missione: i concorrenti devono raggiungere i piedi del Chimborazo dove li aspettano delle ceste piene di paglia che devono trasportare fino al campo base sul vulcano, a 4015 m d'altitudine, dove li attende Costantino. Poi le coppie, con l'aiuto di un asino, devono trasportare fino a valle e poi, lasciato l'asino, fino al traguardo della prova immunità, un pezzo da 10 kg di ghiaccio fossile.
- Seconda missione: dopo aver raggiunto il mercato centrale 10 de agosto di Cuenca le coppie devono cercare la bancarella, segnalata dalla bandiera di Pechino Express, di una signora che vende profumi. Ogni componente di coppia deve spruzzarsi un profumo e cercare di fare un selfie mentre bacia sulla bocca una persona nel mercato. Solo dopo le coppie possono lasciare il mercato per dirigersi verso il traguardo finale, la piazza della cattedrale di Cuenca.

#### Prova immunità
Le due coppie che si sono qualificate per la prova immunità devono preparare un sorbetto (helado de paila) di tomate de arbol nel mercato di San Alfonso di Riobamba, con il ghiaccio fossile raccolto sulla cima del Chimborazo. Inizialmente, le coppie devono raggiungere un bancone con il logo di Pechino Express e farsi consegnare dalla proprietaria del banco i frutti del tomate de arbol. Successivamente, dopo aver appreso la preparazione del dolce, devono preparare 11 porzioni di gelato in 40 minuti. Al termine della prova, il sorbetto viene fatto assaggiare a una giuria, la quale deciderà la coppia vincitrice della prova immunità.

#### Bonus
La coppia che ha vinto la prova immunità ha potuto visitare la Nariz del Diablo a bordo di un treno e ha pernottato in un albergo di lusso, inoltre, si è qualificata alla tappa successiva.

### 4ª tappa (Cuenca → Salinas)
La quarta puntata è andata in onda in prima visione il 21 settembre 2015 nella fascia in prima serata su Rai 2.

#### Missioni

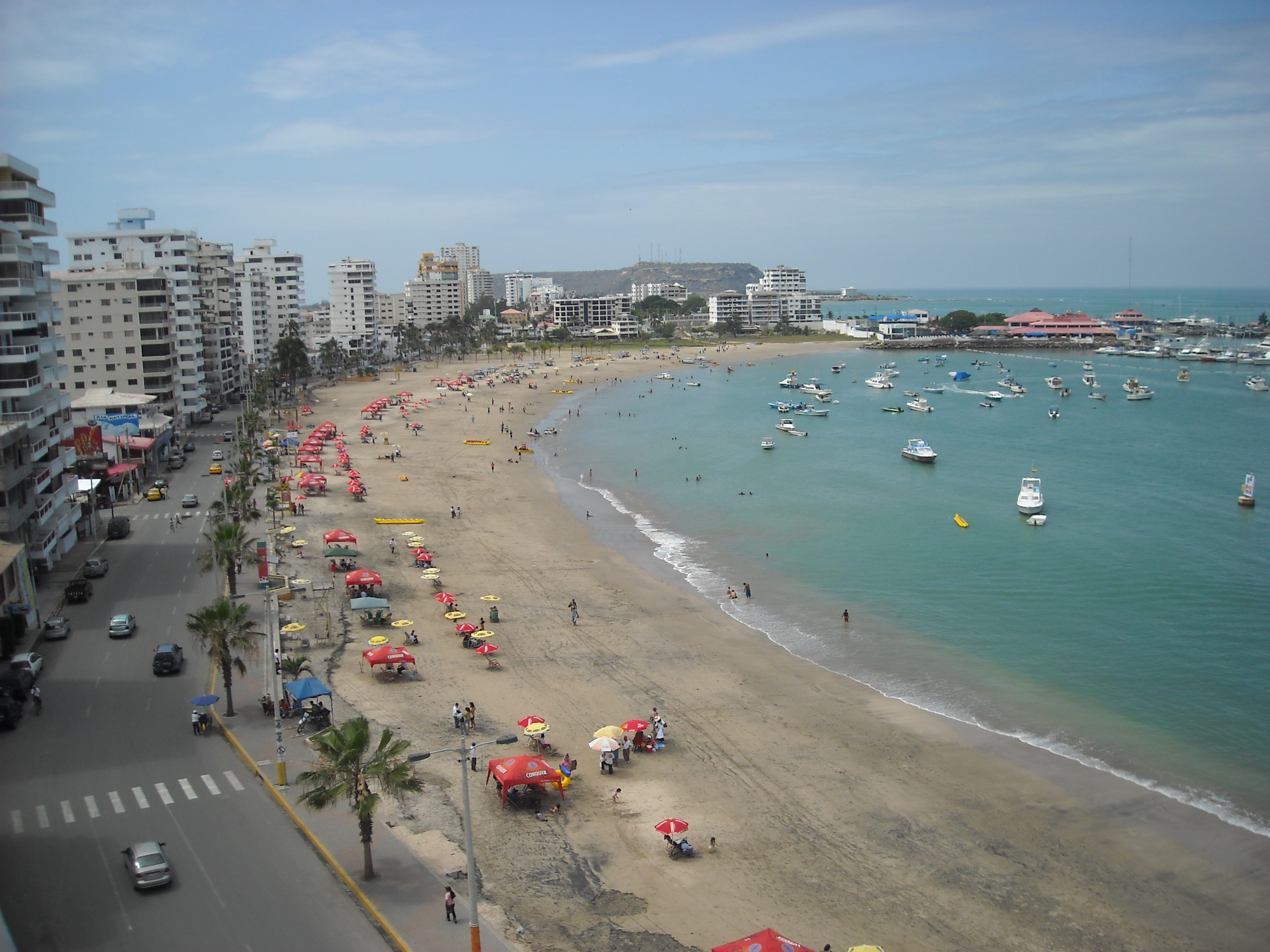
Lungomare di Salinas, sede della seconda missione.

- Missione iniziale: prima di partire, le coppie devono imparare a memoria una canzone ecuadoregna, Por eso te quiero Cuenca. I concorrenti devono andare al mercato 10 de agosto e alzare i Panama (cappelli tipici ecuadoriani, patrimonio dell'umanità) della gente per trovare il foglio col testo della canzone. Dopo aver studiato la canzone devono tornare al punto di partenza dove Javier, un cantante, li giudicherà, permettendo loro di partire.
- Prima missione: dopo aver scoperto che Gli Espatriati hanno vinto l'immunità, gli altri concorrenti devono raggiungere in una piantagione di banane e prendere un casco di banane segnalato dal logo di Pechino Express da portare fino al traguardo della prova vantaggio di Machala.
- Seconda missione: prima di raggiungere il traguardo finale, le coppie devono arrivare al molo di Salinas per affrontare una missione: un componente di coppia deve nuotare fino ad una boa con attaccate sette bottigliette ognuna contenente una chiave, recuperarla e portarla al compagno rimasto a terra che la userà per sciogliere le catene che legavano alcuni risciò e pedalare per 7 chilometri fino al traguardo finale.

#### Prova vantaggio
Questa è stata la prima prova vantaggio di quest'edizione; vi hanno preso parte solo le prime tre coppie arrivate al porto di Machala.
Le coppie, divise per colore, dovevano scaricare 96 casse vuote di banane contenute in un container e portarle dall'altra parte con un carrello attraversando un percorso ad ostacoli. Dopo aver scaricato tutte le casse i concorrenti dovevano creare il logo di Pechino Express e la prima coppia a farlo ha vinto la prova vantaggio.

#### Bonus
La coppia che si è aggiudicata l'immunità, arrivando prima a Pasaje, si è automaticamente qualificata alla tappa successiva, è stata sicura di andare in Perù e ha potuto visitare le Isole Galapagos.
La coppia vincitrice della prova vantaggio è salita di una posizione nella classifica finale.

### 5ª tappa (Lima → Huacachina)
La quinta puntata è andata in onda in prima visione il 28 settembre 2015 nella fascia in prima serata su Rai 2.

#### Missioni
- Missione iniziale: le coppie da Plaza de Armas si sono dovute spostare a Plaza San Martin a Lima dove le aspettavano dei vestiti tipici che hanno dovuto indossare e degli istruttori di danza locali che in 15 minuti hanno insegnato loro Alcatraz, una danza tipica. Imparata la danza hanno potuto mettersi nel punto della città che volevano e ballare per guadagnate 20 soles, circa 5 euro e mezzo.
- Prima missione: i concorrenti hanno dovuto raggiungere una piazza dove li stavano aspettando delle "Mama", le cuoche, e una bancarella da street food. Le coppie hanno dovuto preparare il ceviche, un piatto tipico peruviano; prima di iniziare hanno potuto vederne la preparazione e poi, con i 20 soles guadagnati nella missione precedente, hanno dovuto comprarne gli ingredienti. Dopo aver preparato e servito il piatto ed averlo venduto a 5 sole cadauno dopo aver guadagnato 50 soles sono potuti partire per il Parque del Amor guardando la foto di un faro come indizio per il traguardo.
- Seconda missione: dopo aver raggiunto Parque del Amor, le coppie hanno dovuto prendere un taxi che le avrebbe portate fuori da Lima, pagarlo e continuare facendo l'autostop.
- Terza missione: i concorrenti hanno dovuto raggiungere il deserto di Huacachina dove li aspettavano dei driver di dune buggy, che li avrebbero accompagnati fino ad una bandiera di Pechino Express, dove lì tutti i concorrenti per proseguire hanno dovuto aspettare l'arrivo del compagno originario per poi continuare seguendo le altre bandiere per raggiungere Costantino.
- Quarta missione: questa missione è stata chiamata "El Desierto Desnudo"; infatti le coppie hanno potuto scegliere tre opzioni per proseguire: 
  1. entrambi i componenti si spogliano completamente e partono subito verso il traguardo finale;
  2. se un componente di coppia decide di non spogliarsi, entrambi dovranno scartare una penalità di 10 min di attesa prima di ripartire;
  3. se entrambi i componenti decidono di non spogliarsi dovranno scartare una penalità di 20 min prima di ripartire verso il traguardo finale: l'Oasi di Huacachina.

Alla fine della tappa, la coppia che è stata salvata dalla Busta Nera, nella prossima tappa partirà con un handicap che consisterà nel viaggiare con un personaggio misterioso (chiamato Passeggero Misterioso) di nome Eva, rivelatosi all'inizio della sesta puntata Eva Grimaldi.

#### Prova immunità
A questa prova immunità hanno potuto partecipare solo le prime due coppie che hanno raggiunto il traguardo di Lunahuana.
Le coppie hanno dovuto scegliere chi avrebbe fatto il pescatore e chi colui che avrebbe portato i gamberi nella vasca.
Chi ha fatto il pescatore doveva pescare a mani nude in 30 minuti il maggior numero di camarones del río; pescandone uno alla volta; e poi darli al compagno che li avrebbe portati nella bacinella. La coppia ad averne pescati di più ha vinto l'immunità.

#### Bonus
La coppia vincitrice della prova immunità è stata immune all'eliminazione, e si è qualificata alla sesta tappa, inoltre, ha pernottato in un resort di lusso e ha potuto visitare la riserva naturale di Paracas.
L'handicap di questa tappa non è andato ad una coppia, ma a tutte tranne la coppia immune; Costantino ha consegnato una busta ad ognuno contenente una spilla colorata. Questa spilla indicava la squadra che sarebbe stata formata dai concorrenti con la spilla dello stesso colore. Le squadre sono state quattro, formate da tre persone ciascuna, precisamente:
- Squadra verde: Roberto Bertolini, Son Pascal e Ciccio Sultano;
- Squadra gialla: Christian Kang Bachini, Andrea Facchinetti e Laura Forgia;
- Squadra bianca: Eleonora Cortini, Naike Rivelli e Piero Filoni;
- Squadra rossa: Antonio Andrea Pinna, Paola Barale e Philippe Léveillé.

### 6ª tappa (Huacachina → Puquio)
La sesta puntata è andata in onda in prima visione il 5 ottobre 2015 nella fascia in prima serata su Rai 2.

#### Missioni

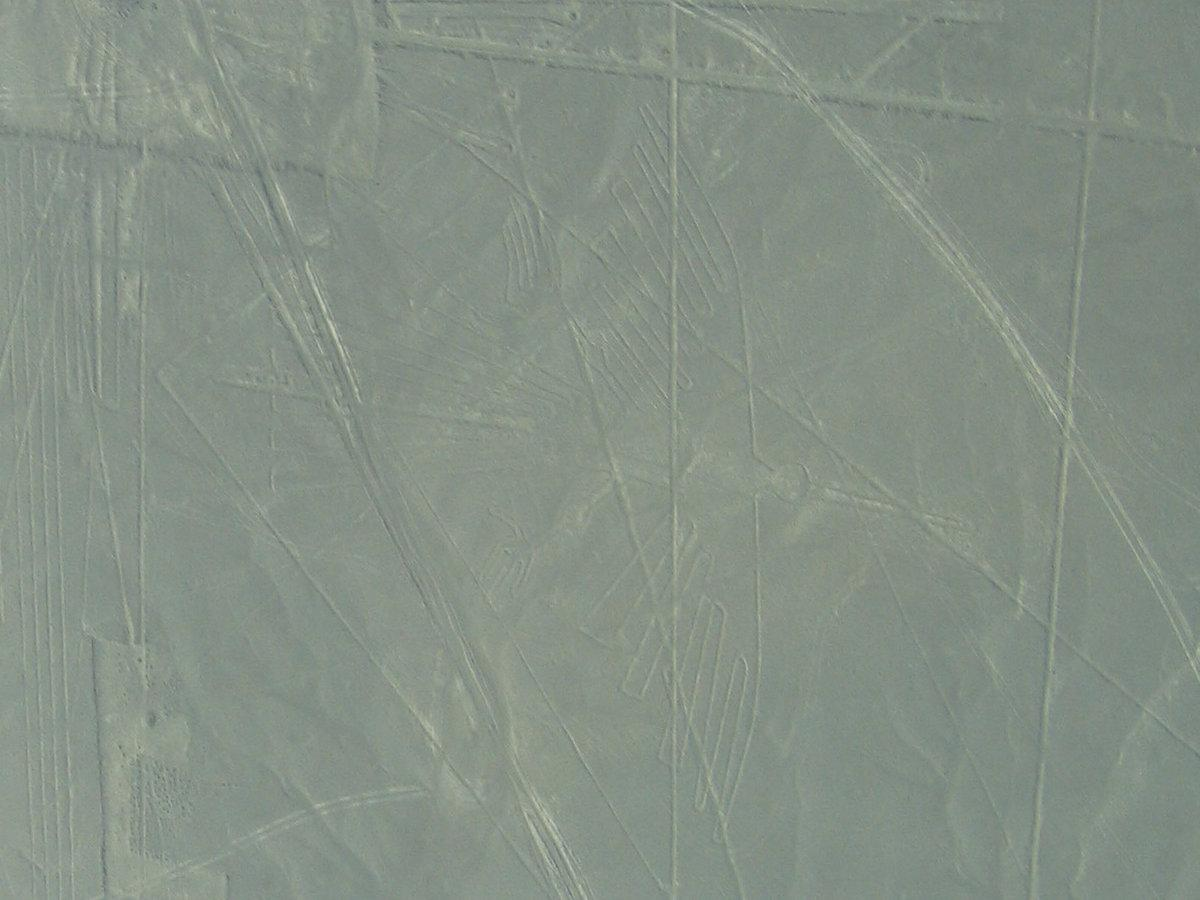
Veduta aerea della linea di Nazca rappresentante il condor, oggetto della prova immunità della sesta tappa.

- Missione iniziale: Nell'oasi del deserto Huacachina, le coppie hanno dovuto attraversare un laghetto remando su una barca fino alla sponda opposta. Arrivati sull'altra sponda, tutte le coppie dovevano caricarsi sulla barca un turista e tornare al punto di partenza sempre remando, dopodiché dovevano raggiungere Nazca in autostop dove le prime tre coppie arrivate al traguardo intermedio hanno potuto partecipare alla prova immunità.
- Prima missione: Durante l'autostop, le coppie arrivate ad una bandiera rossa di Pechino Express, hanno dovuto mangiare il cuy, un porcellino d'india arrosto intero prima di proseguire per la prossima missione.
- Seconda missione: Le coppie dopo aver mangiato il cuy, hanno proseguito per un tratto su delle macchine di Pechino Express per procedere in autostop raggiungendo Puquio ascoltando la canzone El Cóndor Pasa, e dovevano riscrivere il testo della canzone, e dedicarla a una delle coppie che stava concorrendo con loro. All'arrivo nel paese, se la canzone è risultata convincente ricevevano la busta per il prosieguo della missione successiva.
- Terza missione: I concorrenti, arrivati nella piazza centrale di Puquio dovevano intrecciare i capelli di una donna peruviana secondo l'usanza tipica del Paese e una volta superata la prova raggiungere il traguardo finale di tappa.

#### Prova immunità
A questa prova immunità hanno potuto partecipare solo le prime tre coppie che hanno raggiunto la torre di avvistamento di Nazca.
La prova è consistita nel ricreare il disegno del condor delle linee di Nazca, con una corda da agganciare a dei paletti attraverso un rocchetto pesante 17 kg. Nello svolgimento della gara, un componente della coppia doveva tenere il rocchetto della corda mentre l'altro doveva dare le indicazioni. Al termine della prova, la coppia che ha realizzato il disegno del condor in maniera corretta e prima degli avversari vinceva la prova immunità.

#### Bonus
La coppia che ha vinto la prova immunità, ha potuto visitare in aereo le linee di Nazca e ha potuto passare la notte in un albergo di lusso, inoltre, ha dovuto assegnare un handicap consistito nel trasportare Eva Grimaldi fino al traguardo di tappa.

### 7ª tappa (Abancay → Cuzco)
La settima puntata è andata in onda in prima visione il 12 ottobre 2015 nella fascia in prima serata su Rai 2 e ha visto la presenza dell'handicap più conosciuto del programma: la bandiera nera. In questa puntata la coppia Fratello e Sorella si ritira dalla gara, per problemi di salute di Naike e per la volontà di Andrea di non voler proseguire la gara con un altro compagno.

#### Missioni

Veduta delle rovine di Machu Picchu, bonus della settima tappa.

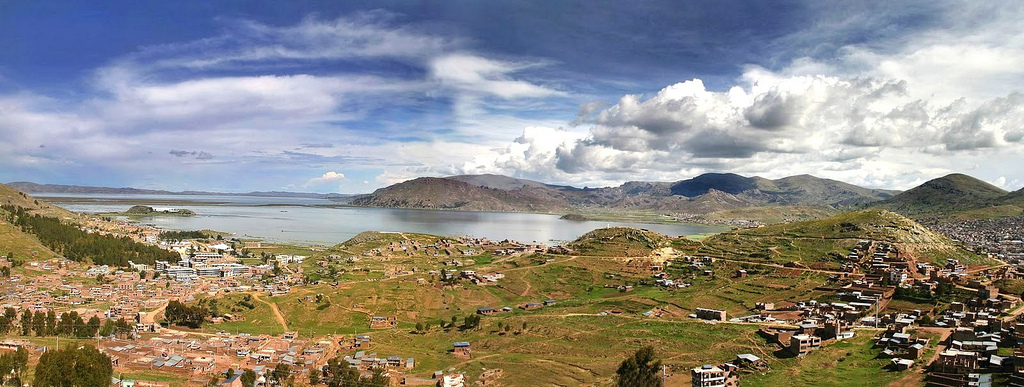
Veduta della città di Puno e del Lago Titicaca, ultima città visitata in Perù e sede dell'ultima missione dell'ottava tappa.

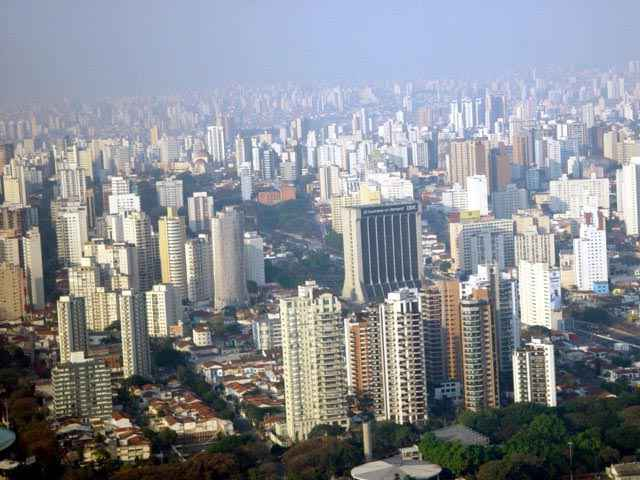
Veduta di San Paolo, città di partenza della nona tappa.

- Missione iniziale: Le coppie partendo da Plaza de Armas di Abancay, ricevuta una zuppiera di coccio, contenente una busta con gli ingredienti dovevano fare un'offerta a Pachamama (Madre della terra), preparando un Pago a la tierra, andando prima a comprare gli ingredienti al mercato e poi cucinarla presso un abitante del posto. Una volta cucinata la zuppa, le coppie dovevano recarsi in autostop presso le rovine di Sayhuite, dove lo sciamano se avesse giudicato positivamente la zuppa, avrebbe dato le indicazioni alla coppia per il prosieguo della missione, altrimenti, avrebbe dato loro una penalità di 5 minuti prima di ripartire.
- Prima missione: Dopo aver consegnato la zuppa per venerare la dea, le coppie hanno dovuto proseguire verso Anta, dove vicino a una bandiera di Pechino Express, dovevano prendere un cilindro, non sapendo che all'interno di uno di essi si trovava la Bandiera Nera, poi dovevano proseguire verso il traguardo intermedio di Ollantaytambo dove la prima coppia arrivata ha vinto l'immunità e il bonus.
- Seconda missione: Le coppie, dopo aver raggiunto il traguardo intermedio, hanno dovuto raggiungere le Salineras de Maras, dove ognuno dei membri della coppia alternandosi doveva raccogliere 15 kg di sale (in totale, quindi, 30 kg a coppia) per proseguire nella missione successiva.
- Terza missione: Dopo aver raccolto il sale, le coppie dovevano recarsi nel laboratorio tessile di Chincheros, dove dovevano memorizzare il colore della lana abbinato ad un diverso ingrediente naturale, poi, dovevano abbinare correttamente all'ingrediente, il colore della lana corrispondente. Se gli abbinamenti sono stati disposti correttamente, le coppie ricevevano le istruzioni per proseguire la gara.
- Quarta missione: Le coppie, hanno dovuto raggiungere il Convento di Santo Domingo di Cuzco dove dovevano memorizzare un testo scritto in spagnolo sulla storia del convento e fare le guide turistiche reclutando 15 turisti. Al termine della prova, se la coppia ha recitato bene il testo poteva proseguire per raggiungere il traguardo finale, altrimenti, doveva tornare a studiare.

Alla fine della tappa, la coppia che è stata salvata dalla Busta Nera, nella prossima tappa partirà con il Passeggero Misterioso, di nome Luigi, rivelatosi all'inizio dell'ottava puntata Luigi Mastrangelo.

#### Bonus
La coppia che è rimasta immune ha vinto come bonus la visita alle rovine di Machu Picchu e il pernottamento in un resort di lusso.

### 8ª tappa (Cuzco → Puno)
L'ottava puntata è andata in onda in prima visione il 19 ottobre 2015 nella fascia in prima serata su Rai 2.

#### Missioni
- Missione iniziale: Le coppie, partite tutte da Plaza de Armas di Cuzco dovevano pescare ognuna una busta contenente la foto di un luogo della città e recarsi lí, dopodiché trovato un poncho dovevano reclutare otto persone che sarebbero entrate nel poncho e recarsi fino al Mercado Central San Pedro dove trovato un banco con la bandiera di Pechino Express dovevano bere il frullato di noni. Una volta bevuta la bevanda le coppie ricevevano la busta con le indicazioni per proseguire verso il traguardo intermedio dove le prime due coppie arrivate al libro rosso si sono qualificate per la prova vantaggio.
- Prima missione: Terminata la prova vantaggio, tutte le coppie hanno dovuto recarsi a Puno, dove lí li attendevano delle famiglie che li hanno ospitati per la notte. Arrivati nella casa degli ospiti, in regalo hanno ricevuto prima una busta con un lettore DVD con il filmato dei saluti dei parenti e amici prima disturbato e poi dovevano fare la pedicure alle famiglie per ricevere il filmato completo del saluto dei parenti.
- Seconda missione: Dopo aver passato la notte presso le famiglie di Puno, i viaggiatori dovevano recarsi sulle sponde del lago Titicaca ripartendo in base all'ordine d'arrivo in città, remando con delle canoe e arrivando su una scuola sita nell'isola. Le coppie dovevano imparare 5 dei 7 oggetti nella lingua locale Uros insegnata dagli studenti del posto, successivamente, dovevano superare un esame ove se la missione è stata superata ricevevano le istruzioni per la missione successiva, altrimenti, dovevano tornare a studiare.
- Terza missione: Dopo aver superato la missione precedente, le coppie sempre a bordo delle canoe dovevano riaccompagnare uno dei bambini della scuola nella sua casa e risolvere grazie all'aiuto degli abitanti del posto un questionario riguardante il popolo degli Uros; successivamente, dovevano tornare sempre remando al punto di partenza e se rispondevano correttamente la coppia poteva proseguire per il traguardo finale, altrimenti, ad ogni errore i viaggiatori dovevano attendere un minuto di penalità prima di ripartire.

#### Prova vantaggio
A questa prova vantaggio hanno potuto partecipare solo le prime due coppie che hanno raggiunto il traguardo intermedio di Abra la Raya.
La prova è consistita nel mettere 15 collari a degli alpaca in 20 minuti del colore della propria squadra, se le coppie non sono riuscite a mettere tutti i collari nel tempo massimo della prova, vinceva la coppia che aveva messo il maggior numero di collari agli alpaca.

#### Bonus
La coppia che ha vinto la prova vantaggio, è avanzata di una posizione in classifica.

### 9ª tappa (San Paolo → Paraty)
La nona puntata è andata in onda in prima visione il 27 ottobre 2015 nella fascia in prima serata su Rai 2.

#### Missioni
- Missione iniziale: Le coppie, nell'Edificio Martinelli di San Paolo, hanno dovuto mangiare la Feijoada, un piatto tipico brasiliano preparato con 26 ingredienti. Ogni coppia, dopo aver assaggiato il piatto, doveva prima prenotarsi e poi indovinare quattro degli ingredienti con il quale è stato preparato il piatto. Se la coppia indovinava quattro ingredienti, riceveva la busta con le indicazioni per il traguardo della missione successiva, altrimenti, doveva mangiare un'altra portata e tentare di nuovo.
- Prima missione: Le coppie, uscite dall'edificio, dovevano recarsi in una delle quattro edicole indicate nella busta e ottenere una copia speciale del quotidiano locale Folha de São Paulo trovando l'inserzione (inserita al posto del sudoku) con il punto in cui aspettare un nuovo compagno.

Le coppie arrivate a Praça da Saúde viaggiavano mischiate ed erano così composte:
- Cristian Kang Bachini e Roberto Bertolini;
- Eleonora Cortini e Son Pascal;
- Antonio Andrea Pinna e Fariba Mohammad Tehrani;
- Laura Forgia e Giulia Salemi.
Queste nuove coppie, hanno dovuto risolvere il TotoExpress, una schedina con 13 partite storiche giocate dal Brasile e squadre di club di San Paolo, indicando su ogni match il classico pronostico 1-X-2, anche chiedendo aiuto alla gente. Se la coppia, risolveva correttamente tutta la schedina, riceveva due biglietti della metropolitana e doveva raggiungere la stazione degli autobus di Tietê.
- Seconda missione: Le coppie mischiate, arrivate alla stazione degli autobus di Tietê, dovevano trovare un banchetto chiamato "Spuntino Express" e vendere a dei turisti della 'nduja e del vino rosso raccogliendo in totale 20 real. Solo dopo aver raccolto tutto il denaro, le coppie dovevano ritornare al banco e dove hanno ricevuto i biglietti per raggiungere il traguardo intermedio di Nossa Senhora dos Remédios dove le prime tre coppie hanno potuto disputare la prova vantaggio.
- Terza missione: Le coppie ritornate nella loro composizione originaria, dovevano raggiungere Paraty e nell'arrivo alla città dovevano trovare un carretto con una ballerina scegliendo un colore, poi dovevano prendere uno stereo, ballare e reclutare 25 persone facendo mettere loro la maglietta del colore della propria squadra. Infine, ballando insieme al gruppo di persone, dovevano raggiungere il traguardo finale di tappa.

Dopo che Costantino ha detto loro la classifica e rivelato che la finale è iniziata quello stesso giorno (tale avvenimento, è una novità per il programma, in quanto, tra una tappa e l'altra, vi è solitamente un periodo di riposo in cui i concorrenti possono cambiare i loro bagagli e soggiornare in un albergo), ogni coppia ha ricevuto una busta con degli indirizzi di famiglie che le avrebbero ospitato per la notte, dal più lussuoso al più modesto; la coppia che ha trovato alloggio doveva mettere una bandiera di Pechino Express all'ingresso dell'abitazione e aprire una busta con le istruzioni solo nella mattina seguente su indicazione del conduttore.

#### Prova vantaggio
A questa prova vantaggio hanno potuto partecipare solo le prime tre coppie che hanno raggiunto il traguardo intermedio.
Le coppie mischiate qualificatesi alla prova vantaggio, all'arrivo al traguardo intermedio hanno ricevuto una valigia contenente dei vestiti e un tablet. In questa prima prova le coppie, anche con l'aiuto dell'attrice Viviani Santos, hanno dovuto recitare una scena tratta dalla telenovela La schiava Isaura davanti a una giuria demoscopica di 30 persone che li doveva valutare.
La coppia che ha ricevuto più voti, ha vinto questa prima parte di prova vantaggio e nella seconda parte, i vincitori, si sono dovuti ricongiungere con gli originari compagni di viaggio; secondo il regolamento, solo le coppie ufficiali possono vincere la prova immunità o vantaggio, quindi i compagni di squadra dei due vincitori della prova, hanno dovuto superarne un'altra che avrebbe determinato il vincitore; entrambi dovevano dapprima scavare in un mucchio di letame di cavallo per trovare la chiave del lucchetto che teneva incatenati 2 secchi e una pala; dopodiché hanno dovuto trasportare attraverso i secchi più letame possibile in 30 minuti su un bilanciere; colui/lei che ne ha trasportato di più, ha fatto vincere alla sua coppia la prova vantaggio.

#### Bonus
La coppia che ha vinto la prova vantaggio, è avanzata di una posizione nella classifica finale.

### 10ª tappa (Paraty → Rio de Janeiro)
La decima puntata è andata in onda il 2 novembre 2015 nella fascia di prime time su Rai 2.

#### Missioni

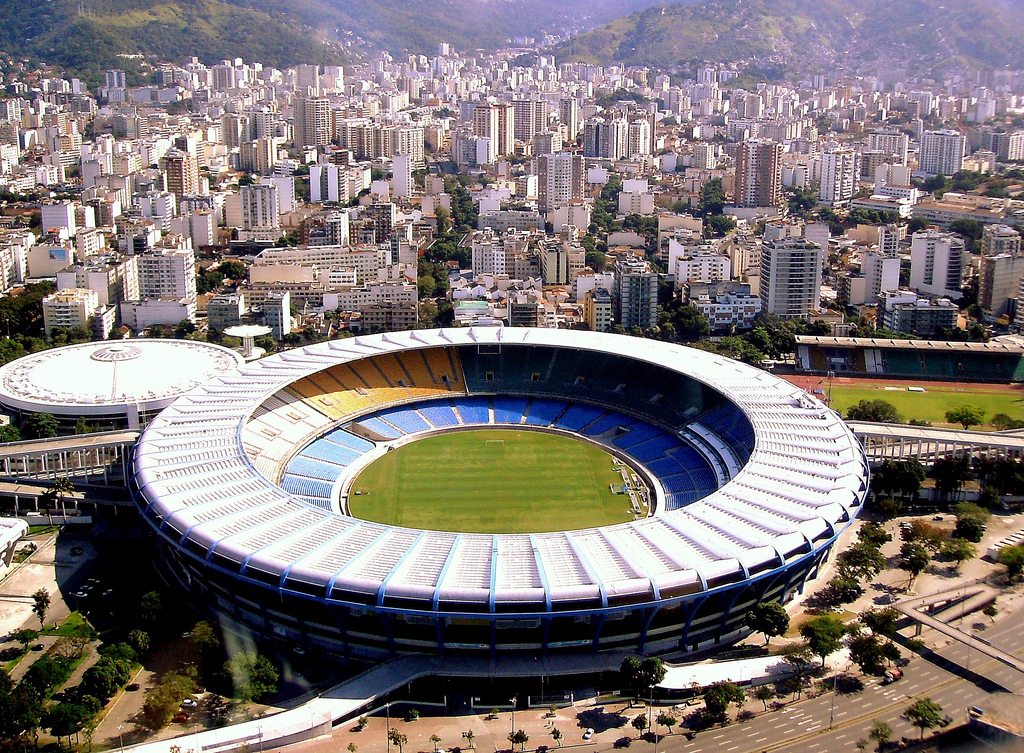
Lo Stadio Maracanã di Rio de Janeiro, traguardo finale della quarta edizione.

- Missione iniziale: Dopo aver alloggiato per la notte presso le famiglie di Paraty, le coppie hanno ricevuto tutte una busta con tre indirizzi di cui uno corretto. Una volta trovato Costantino, nell'indirizzo giusto, la coppia che è arrivata per prima è potuta partire con tre minuti di vantaggio sugli avversari e insieme a loro dovevano remare su una barca e raccogliere in mezzo all'acqua due barili pieni di cachaça con il logo di Pechino Express e poi remare fino alla riva tenendo i due barili. Tornati a riva, le coppie con i barili di cachaça in mano ricevevano una busta con la foto del pescatore che in barca li ha trasportati fino al luogo della missione successiva.
- Prima missione: Le coppie, una volta raggiunta in motoscafo Praia Engenho, dovevano consegnare davanti a un bar i barili di cachaça e bere dei bicchieri di caipirinha fino a che non trovavano sotto il bicchiere il logo di Pechino Express. Successivamente, dovevano proseguire lungo un sentiero e prendere sei noci di cocco da trasportare con una rete fino alla fine del sentiero.
- Seconda missione: Le coppie arrivate sull'altra sponda di Praia Engenho dovevano, dopo aver consegnato i cocchi, tirare un dado a sei facce con la scritta "bevi" o "corri". Se, nel tiro del dado, la coppia trovava la scritta "corri" poteva raggiungere immediatamente il motoscafo che li riportava sulla terraferma, altrimenti, se usciva la scritta "bevi", dovevano bere il cocktail batida de coco. Se dopo tre tentativi, la coppia ha trovato la scritta "bevi" proseguiva la gara comunque. Al termine della missione la coppia che è arrivata per prima nel primo traguardo della giornata di Igreja Santa Rita si è qualificata alla seconda parte della finale direttamente a Rio de Janeiro alloggiando in un albergo di lusso.
- Terza missione: Tutte le altre coppie rimaste in gara dovevano proseguire in autostop e raggiungere il Parque da Serra da Bocaina e raccogliere sette chiavi nascoste in alcune teche buie in mezzo ai "sette mostri": un pitone, degli insetti, delle paperelle, dei vermi, delle rane, una torta e una mano. Una volta raccolte le chiavi dovevano aprire uno scrigno con la busta contenente le indicazioni per il traguardo della prima fase della finale, Praia Garatucaia, dove l'ultima coppia arrivata è stata eliminata dalla gara.

#### Missioni finali
- Prima missione: le tre coppie finaliste, arrivate al mercato di Leme Beach di Rio de Janeiro, dopo aver scelto il colore della squadra, dovevano far mettere 20 infradito del colore della propria squadra a dei turisti, in cambio delle loro scarpe, e raccoglierli davanti al punto di partenza della missione. Dopo aver fatto mettere le ipanema a tutti e 20 i turisti, le coppie ricevevano le indicazioni per il prosieguo della gara.
- Seconda missione: Le coppie arrivate alla spiaggia di Copacabana, dovevano reclutare quattro turisti e cantare con loro, imparando a memoria la canzone popolare Aguas de Março dove solo dopo aver cantato l'intero pezzo, le coppie dovevano raggiungere Praia Ipanema dove l'ultima coppia arrivata al traguardo è stata eliminata.
- Terza missione: Le due coppie finaliste, dovevano raggiungere la Favela Babilonia in autostop, e imparare presso la scuola una tipica filastrocca brasiliana insegnata dagli studenti; se la coppia imparava a memoria la filastrocca riceveva le istruzioni per il prosieguo della gara, altrimenti, doveva tornare a studiare.
- Quarta missione: Le due coppie finaliste, uscite dalla scuola dovevano recarsi a casa della signora Dilma e aspettare 10 minuti prima delle indicazioni per il traguardo finale. Passati i 10 minuti, la signora Dilma, consegnava una busta con i biglietti della metropolitana, dicendo che il traguardo finale è lo Stadio Maracanà, poi, le coppie prima in autostop e poi in metro dovevano raggiungere lo stadio, dove la coppia che è arrivata per prima sul campo di gioco ha vinto la quarta edizione di Pechino Express.

#### Prova vantaggio
A questa prova vantaggio hanno partecipato le due coppie arrivate per prime a Ipanema.
Le coppie dovevano fare un quadro vivente; prima di tutto dovevano reclutare sei uomini palestrati e sette donne "Miss Bumbum"; sugli avambracci degli uomini dovevano con un timbro stampare una lettera; tutte le lettere messe in ordine formavano la scritta "Rio de Janeiro", mentre sui "Bumbum" delle donne, sempre con i timbri, stampare le lettere che messe in ordine formavano la parola "Pechino Express". Dopodiché dovevano trovare due surfisti il cui surf era contrassegnato dal logo di Pechino Express e portarli sul "quadro". Se i due giudici, un uomo palestrato e una miss Bumbum, avessero giudicato il "quadro" perfetto la coppia avrebbe vinto la prova. La coppia che ha vinto il vantaggio, è potuta partire con cinque minuti di anticipo rispetto agli avversari.

## Ascolti
| Puntata    | Messa in onda     | Telespettatori | Share  |
| ---------- | ----------------- | -------------- | ------ |
| 1          | 7 settembre 2015  | 2 316 000      | 10,49% |
| 2          | 9 settembre 2015  | 2 255 000      | 9,97%  |
| 3          | 14 settembre 2015 | 2 147 000      | 9,22%  |
| 4          | 21 settembre 2015 | 2 408 000      | 10,56% |
| 5          | 28 settembre 2015 | 2 513 000      | 10,35% |
| 6          | 5 ottobre 2015    | 2 420 000      | 9,84%  |
| 7          | 12 ottobre 2015   | 2 254 000      | 9,12%  |
| 8          | 19 ottobre 2015   | 2 250 000      | 9,11%  |
| Semifinale | 26 ottobre 2015   | 2 321 000      | 9,87%  |
| Finale     | 2 novembre 2015   | 2 501 000      | 10,21% |
| Media      | Media             | 2 338 000      | 9,87%  |